# 大橋元一郎
大橋 元一郎（おおはし げんいちろう、1963年〈昭和38年〉4月26日 - ）は、日本の脳神経外科医。

## 経歴
東京都出身。弘前大学医学部卒業。福島孝徳のもとで脳腫瘍摘出術を学び、助手をつけずに一人で手術を行うことで知られている。
また、日本ボクシングコミッションのリングドクターとして、多くの選手の治療にあたり、リング禍の研究に関しての第一人者である。
長年の功績に対し、2019年度のボクシング年間表彰式においてJBC功労賞を授与された。